# بيل هيفرنان
بيل هيفرنان هو فلاح وسياسي أسترالي، ولد في 3 مارس 1943 في Junee ‏ في أستراليا. نشط حزبياً في الحزب الليبرالي الأسترالي. وقد انتخب عضو مجلس الشيوخ الأسترالي ‏ عن دائرة نيوساوث ويلز ‏ (18 سبتمبر 1996 – 9 مايو 2016).